# Eustache Chartier de Lotbinière
Louis-Eustache Chartier de Lotbinière (Québec, 14 dicembre 1688 – Québec, 14 febbraio 1749) è stato un funzionario francese.
Fece parte del Consiglio sovrano della Nuova Francia per quasi quarant'anni e ne fu guardasigilli dal 1717 al 1726, mentre dal 1738 alla morte fu decano della basilica cattedrale di Nostra Signora di Québec.

## Biografia
Louis-Eustache Chartier nacque a Québec il 14 dicembre del 1688, il quinto di dieci figli. Il padre René-Louis (1641–1709) era un poeta nato a Parigi e aveva esercitato alcune delle più alte funzioni amministrative della Nuova Francia. Il nonno Louis-Théandre era procuratore generale del Consiglio sovrano della Nuova Francia.
Da giovane frequentò un collegio gesuita, benché non paresse avere predisposizione per il sacerdozio, nonostante l'esempio di due suoi fratelli maggiori, Pierre-Alain e Antoine: quest'ultimo abbandonò gli studi di teologia, il primo diventò recolletto con il nome di Valentin. D'altronde il padre, alla fine della sua carriera, lo preparò alla propria successione nell'amministrazione statale. Il 12 novembre 1708, meno di sei mesi alla morte, aveva chiesto che il figlio ventiduenne venisse nominato primo consigliere al Consiglio Superiore o a quello di luogotenente generale civile e criminale di Québec. La risposta laconica della corte, che rifiutò la richiesta, spinse gli intendenti Jacques Raudot e Antoine-Denise Raudot a sollecitareo di assegnare Eustache alla commissione delle Troupes de la Marine, facendo osservare che era cugino di Philippe de Rigaud de Vaudreuil. Precauzione che diventò inutile, dacché il 5 maggio 1710 re Luigi XIV nominò Eustache consigliere del Consiglio Superiore e gli concesse anche una deroga, poiché per entrare nel Consiglio bisognava avere un'età superiore ai venticinque anni, mentre Eustache ne aveva soltanto ventidue. Il Consiglio lo ricevette il 23 novembre, dopo averlo già ammesso senza voto deliberativo il 13 aprile precedente. Nel 1716 l'intendente Michel Bégon gli garantì di far parte in una commissione di guardasigilli, incarico che venne confermato il 13 aprile 1717.
L'avanzamento di carriera di Eustache fu molto rapido e le autorità francesi gli lasciarono sperare che poteva occupare le stesse cariche del padre e del nonno. Il 14 aprile 1711 sposò Marie-Françoise, figlia di François-Marie Renaud d’Avène de Desmeloizes e di Françoise-Thérèse Dupont de Neuville. Nel contratto di matrimonio, siglato il 3 marzo 1711 davanti ai più alti dignitari della Nuova Francia. Nicolas Dupont de Neuville, nonno e tutore di Marie-Françoise garantì una dote di cinquecento franchi. Nel 1713 divenne l'unico proprietario della signoria di Lotbinière, dopo che il fratello Pierre-Alaain, trasferito a La Rochelle, e tre sorelle, gli avevano ceduto i titoli della medesima. L'anno successivo acquisì una superficie di terreno nella signoria di Maure. Dopo il matrimonio, prese residenza in rue Saint-Louis nella casa della moglie. Nella signoria di Lotbinière fece solo soggiorni saltuari.
Tra gli anni Dieci e Venti Chartier si dedicò principalmente agli affari: venne nominato agente generale della Compagnia d'Occidente.
In seno al Consiglio Superiore, Chartier de Lotbinière si era presto distinto per la sua competenza, la sua rettitudine e il suo senso innato per la giustizia. Dal 1711 venne designato procuratore generale in diverse occasioni e come relatore nelle più importanti cause giudiziarie. Il 6 maggio 1719 Vaudreuil lo propose come primo consigliere, tuttavia non ottenne la promozione perché aveva il veto dell'intendente Michel Bégon.
Dopo la morte della moglie Marie-Françoise, avvenuta il 24 aprile 1723 dopo il parto di Michel, ottavo figlio della coppia, Eustache decise di farsi prete. Prese i voti il 5 aprile 1726, Chartier ricevette il sotto diaconato il giorno dopo, il diaconato il 7 aprile e il sacerdozio il 14 aprile. Quattro giorni dopo Monsignor de Saint-Vallier, vescovo di Québec, lo nominò canonico a arcidiacono, dignità di cui ne prese possesso lo stesso giorno e due mesi dopo divenne vicario generale del vescovo. Si dimise dal suo incarico di agente della Compagnia dell'Occidente, ma il re gli concessi di restare nel Consiglio Superiore come membro laico.
Il vescovo Saint-Vallier si prodigò a concedere molti favori a Chartier, ma nel 1727 morì. Tutti i favori concessi rapidamente dal vescovo indisposero gli altri canonici. Venne rimosso da vicario e il suo posto venne preso dal canonico Etienne Boullard. Il prestigio dell'arcidiacono sembra non averne tuttavia sofferto, perché godette della fiducia anche dei successori di Saint-Vallier: nel 1728 divenne vicario per conto di De Mornay, mentre nel 1734 per il vescovo Dosquet.
Nel 1738 fu nominato Decano della basilica cattedrale di Nostra Signora di Québec, incarico che mantenne fino alla morte, sopraggiunta il 12 febbraio 1749.